# Nicole Scherzinger
Nicole Scherzinger (sinh 29 tháng 6 năm 1978 tại Honolulu, Hawaii) là một ca sĩ Mỹ.

## Tiểu sử và sự nghiệp
Cô mang trong mình 3 dòng máu: Nga, Hawaii (Mỹ) và Philipin. Mẹ cô, Rosemary, chỉ mới 18 tuổi khi sinh cô, đã li thân với người cha Philippin của cô. Sau đó họ chuyển đến Louisville, Kentucky, sống với người cha dượng Gary Scherzinger.
Nicole bắt đầu sự nghiệp biểu diễn ở Louisville, tham gia vào trường Biểu diễn Nghệ thuật Tuổi trẻ thuộc Trường Trung hoc phổ thông DuPont và biểu diễn cùng Nhà hát Diễn viên Louisville. Cô tập trung về chuyên ngành nhà hát tại đại học Wright State nhưng sau đó đã ngừng việc học để hát vocal phụ cho ban nhạc rock "Days of the New". 
Năm 1999, cô xuất hiện trong album thứ hai của nhóm "Days of the New". Cô cũng thu 2 bài hát với Barry Drake: F.O.B.
Năm 2001, Nicole chiến thắng trong cuộc thi truyền hình Popstars, và nhanh chóng kiếm được một vị trí trong ban nhạc nữ Eden's Crush. Cô trở thành một trong những ca sĩ hát chính quan trọng của nhóm. Đĩa đơn "Get Over Yourself" của nhóm đạt lượng bán ra cao nhất và nằm trong top ten của Billboard Hot 100."Love this way", đĩa đơn thứ hai của nhóm cũng đạt thành công rực rỡ. Và vào tháng 11 năm 2002, cô chính thức rút khỏi nhóm nhạc này. 
Sau đó, cô cũng vài lần biểu diễn solo với cái tên Nicole Kea, và đã cộng tác với một số ca sĩ, nghệ sĩ khác.
Tháng 5 năm 2003, Nicole đầu quân cho nhóm nhạc nữ The Pussycat Dolls, một nhóm nhạc ít người biết đến thời bấy giờ. Cô trở thành người hát chính trong nhóm kiêm nhóm trưởng nhóm nhạc hấp dẫn này. Sau khi thành công rực rỡ với hit "Don't cha", Pusycat Dolls đánh bật Spice Girls, trở thành nhóm hợp ca nữ sexy và nổi tiếng nhất Hoa Kỳ. Tiếp tục thăng hoa với "Buttons", "Stickwitu" đứng đầu bảng xếp hạng tại Mĩ, Anh, Canada... Nicole hầu như là người hát chính trong tất cả các bài hát của nhóm. Album "PCD" có số lượng bán ra khổng lồ tại Mĩ và các nước khác.
Hiện tại Nicole quyết định phát triển cả sự nghiệp solo và đã ra album của riêng mình mang tên: "Her name is Nicole" với bài hát "Baby love" làm chủ đạo.
Năm 2008, nhóm cho ra mắt hit "When I grow up" nằm trong album "Doll Domination" phát hành vào ngày 16 tháng 9.

## Điện ảnh
Truyền hình
- Popstars (2001)
- My Wife and Kids (2002)
- Half & Half (2002)
- Wanda at Large (2003)
- The Pussycat Dolls Present (2007–08)
- The X Factor (UK) (2007, 2010, 2012–13, 2016–17)
- Dancing with the Stars (2010)
- How I Met Your Mother (2011)
- The X Factor (US) (2011)
- I Can Do That (2015)
- Best Time Ever with Neil Patrick Harris (2015)
- Bring the Noise (2015)
- The Masked Singer (2019)

Phim
- Chasing Papi (2003)
- Love Don't Cost a Thing (2003)
- Men in Black 3 (2012)
- Moana (2016)
- Dirty Dancing (2017)
- Ralph Breaks the Internet (2018)